# Снежана Танева
Снежана Танева е български учител, директор на Търговска гимназия „Княз Симеон Търновски“, град Стара Загора.

## Биография
Снежана Танева учи в Търговската гимназия (тогава Техникум по икономика) в периода 1980 – 1984 г., специалност „Машинна обработка на информацията“.
След завършване на висше образование се завръща в Търговска гимназия „Княз Симеон Търновски“ като учител. В периода 1997 – 2002 г. е помощник-директор по административно-стопанската дейност. От 2011 г. до наши дни е директор на гимназията.
Под ръководството на Танева е изпълнен проекта за прекратяване на съсобствеността на частни лица върху училищната сграда. На 27.05 2016 г. кметът на Община Стара Загора подписва договор за покупко-продажба със собствениците на сградата, в която се помещава гимназията. Това позволява последвалия цялостен ремонт на сградата и прилежащия двор на стойност 1,4 млн. лв. по Оперативна програма „Региони в растеж", завършен на 08.02.2018 г.
През 2022 г. Снежана Танева е наградена с най-високото отличие, присъждано в българската образователна система – Почетно отличие „Неофит Рилски“ на Министерство на образованието и науката. Снежана Танева получава наградата по предложение на РУО – Стара Загора заради показаните успехи на ученици, педагози и нейната работа като директор на гимназията.

## Професионални отличия
- 2022 г. – Почетно отличие „Неофит Рилски“[4]
- 2022 г. – Награда „Стара Загора“ в направление „Наука и образование“ за педагогическия колектив на Търговската гимназия[5]